# Murraya gleniei
Murraya gleniei är en vinruteväxtart som beskrevs av Thw. och Oliver. Murraya gleniei ingår i släktet Murraya och familjen vinruteväxter. Inga underarter finns listade i Catalogue of Life.